# Funchal Notícias
O Funchal Notícias é um jornal digital gratuito português de âmbito regional madeirense. Nasceu como um projeto jornalístico independente, fundado e dirigido por jornalistas.

## História
O Funchal Notícias é um projeto jornalístico digital que teve início no dia 2 de fevereiro de 2015, com a publicação da primeira notícia em linha. Começou com uma equipa de sete jornalistas, sendo três deles fotojornalistas, e um administrador da plataforma informática, sem remuneração.
Assume-se como um jornal sem vinculação, direta ou indireta, a grupos económicos ou lóbis quer de natureza política quer de natureza económica ou religiosa. O seu objetivo é o de prestar informação rigorosa e séria, enfocando sobre os temas que envolvam ou estejam relacionados com a Madeira e os madeirenses.